# Achali Atoni
Achali Atoni (abchasisch Афон Ҿыц/Afon Ttschyz, russisch Новый Афон/Nowy Afon; georgisch ახალი ათონი/Achali Atoni; deutsch Neu-Athos) ist eine Stadt in der umstrittenen Region Abchasien am Schwarzen Meer. Sie zählt heute zu den wichtigsten Touristenzielen des Landes.

## Geschichte

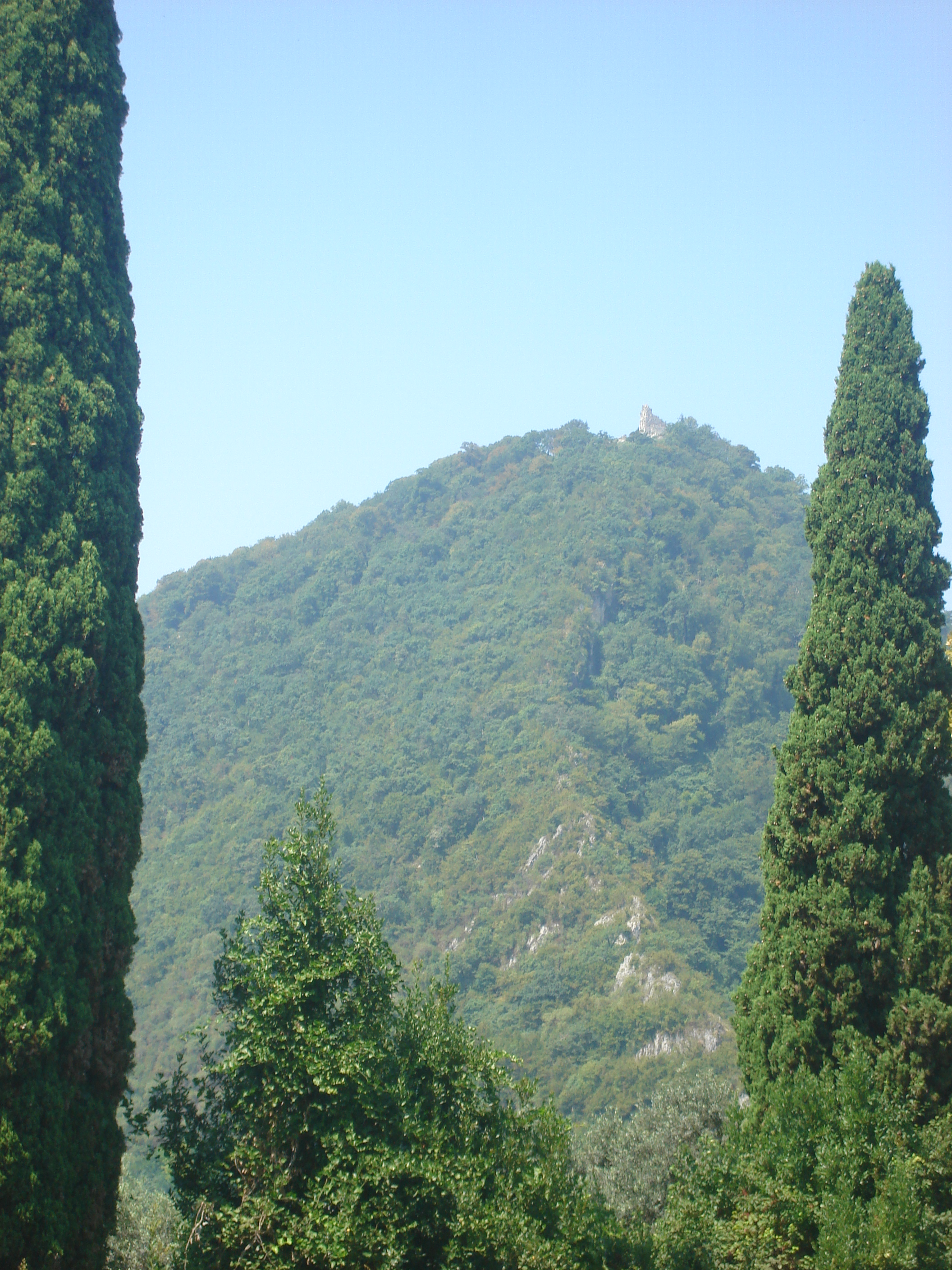
Iwiron-Berg aus der Ferne

Eine städtische Siedlung befand sich an der Stelle, wo heute Achali Atoni liegt, vermutlich bereits lange vor Christi Geburt. Die heutige Stadt wird im 5. Jahrhundert n. Chr. als Anakopija erwähnt. Vom 7. bis zum 8. Jahrhundert war die Stadt das politische Zentrum des Fürstentums Abchasien und später auch Hauptstadt des gleichnamigen Königreichs, bis diese nach Kutaissi verlagert wurde.
1874 kamen russische Mönche aus Athos in Griechenland in den nun Psyrzcha genannten Ort. Bis 1879 errichteten sie hier ein Kloster, das sie Neu Athos nannten. Später wurde der Name des Klosters auf die Stadt übertragen.
Wenige Kilometer östlich von Achali Atoni, nahe dem Dorf Eschera ereigneten sich in den Jahren 1992 und 1993 die heftigsten Kämpfe des abchasischen „Unabhängigkeitskrieges“, in dem die abchasischen Separatisten gegen die Truppen der georgischen Regierung kämpften.

## Sehenswürdigkeiten

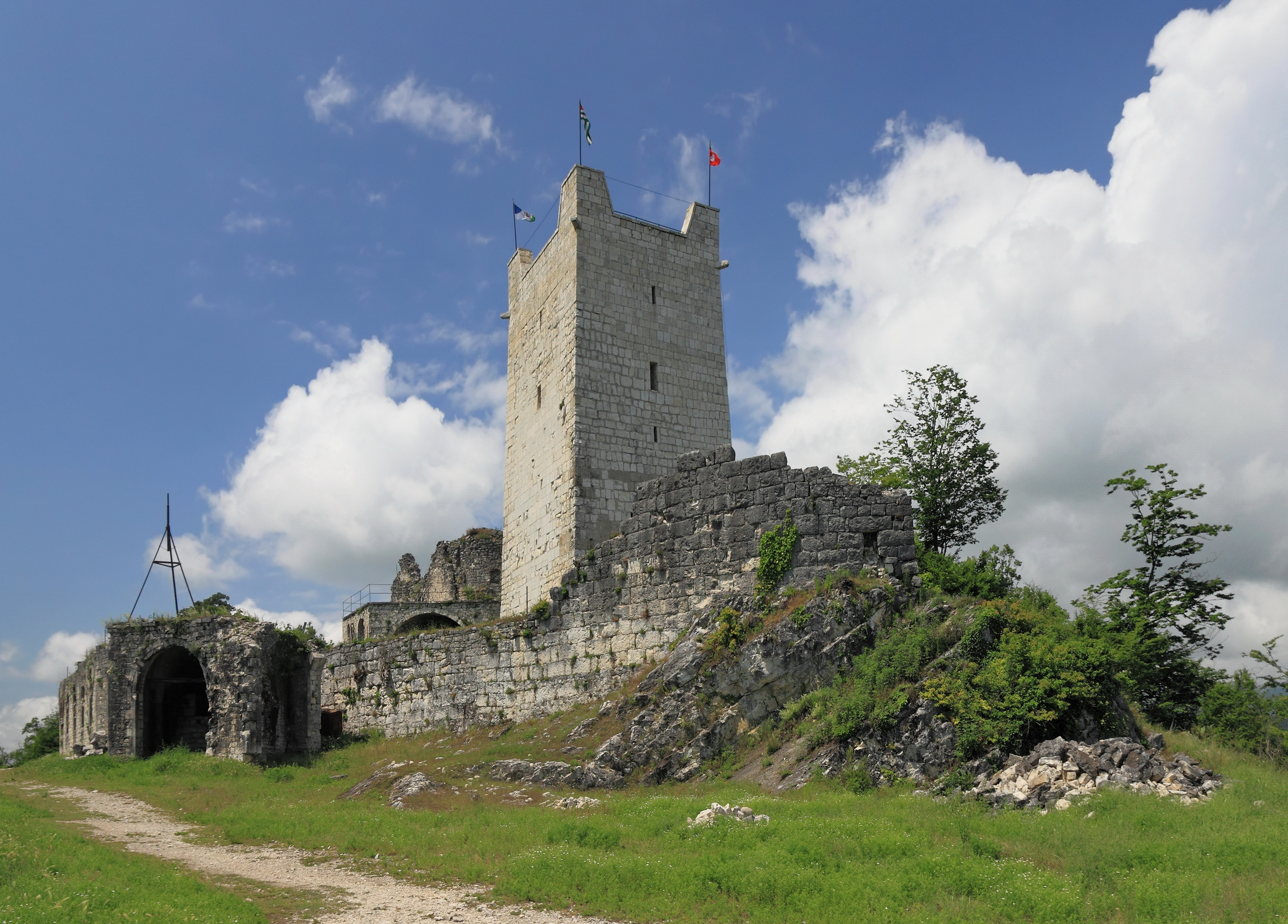
Ruinen der Festung Anakopija

### Festung Anakopija
Auf dem Berg Iwiron-Berg im Nordwesten der Stadt liegen in 345 m über dem Meeresspiegel die Ruinen der Festung Anakopija und einer antiken Kirche. Die Festung mit meterdicken Mauern stammt aus dem 4. oder 5. Jahrhundert. An ihrem Eingang steht ein halbzerstörter Turm und nicht weit entfernt ein 16 Meter hoher Turm aus der Römerzeit. Die Festung hatte eine in den Fels gehauene Zisterne, die erhalten ist. Es wird bis heute darüber gerätselt wie das Wasser in das fünf mal sechs Meter große Reservoir gelangt. Im Zentrum der Festungsruine stehen die Reste einer Kirche aus dem 8. Jahrhundert. In der Kirche, die angeblich auf einer heidnischen, altabchasischen Kultstätte errichtet wurde, soll sich der Überlieferung nach eine wundertätige Marienikone befunden haben, durch die im Jahre 737 der Vormarsch arabischer Angreifer gestoppt worden sein soll. In der Kirchenruine sind altgriechische Inschriften und Wandmalereien, die frühchristliche Symbole zeigen, erhalten.

### Kirche des Heiligen Simon

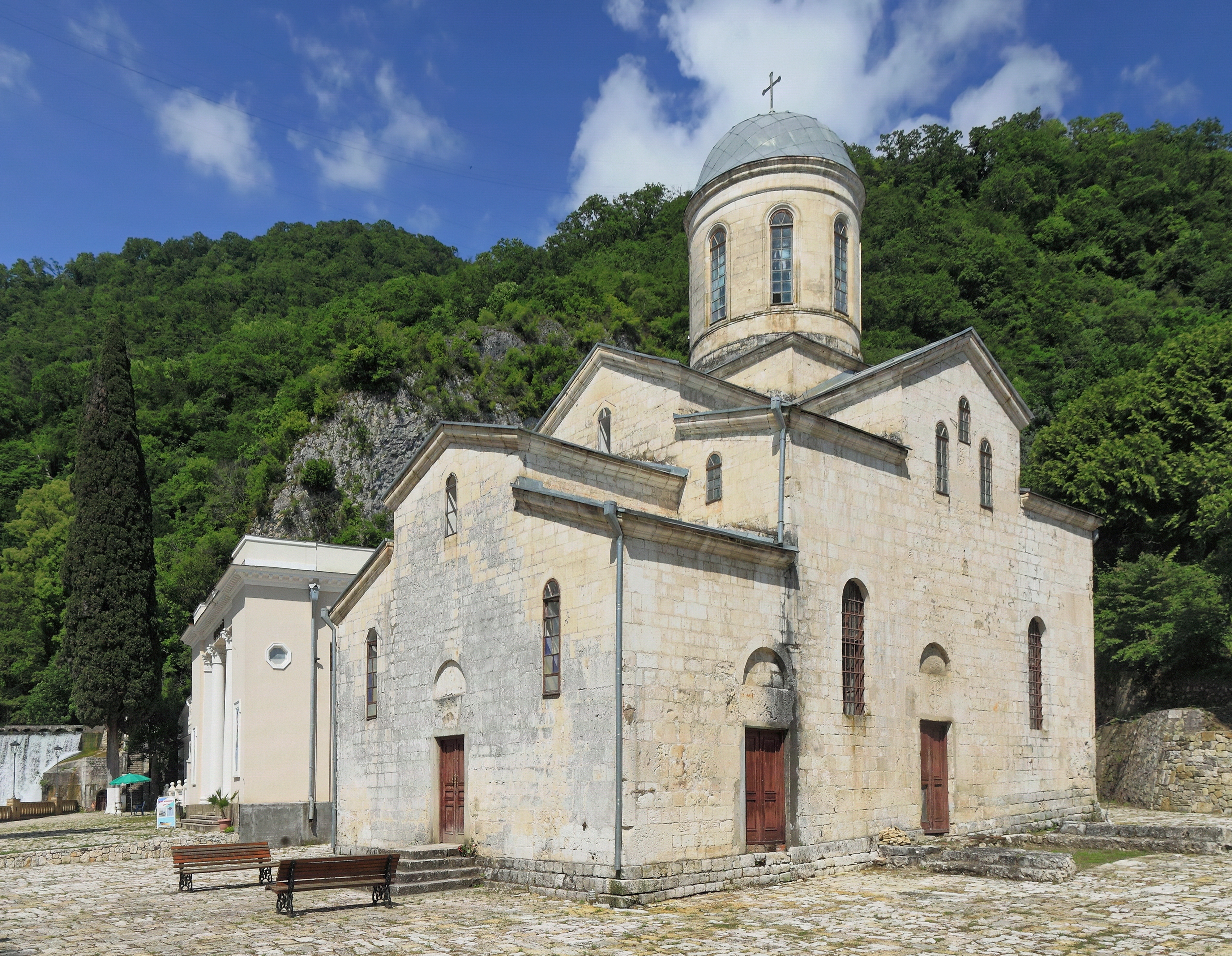
Kirche des Heiligen Simon

Die Kirche im typischen frühorthodoxen Kreuzkuppelstil wurde an der Stelle errichtet, wo der Überlieferung zufolge im Jahr 55 ihr Namensgeber, der Märtyrer Simon Zelotes, von Heiden getötet wurde. Simon war einer der Jünger Jesu Christi und kam der Überlieferung nach gemeinsam mit dem Apostel Andreas nach Abchasien, um die heidnische Bevölkerung zu missionieren. Im Innenraum der Kirche sind zwei frühmittelalterliche Inschriften erhalten. Die Kirche dient bis heute als Grabstätte für Geistliche der Eparchie Sochumi. Unweit der Kirche befinden sich die Simon-Grotte, in der Simon Zelotes gelebt haben soll, und ein kleiner See. Gläubige baden hier um sich von ihren Sünden reinzuwaschen.

### Kloster

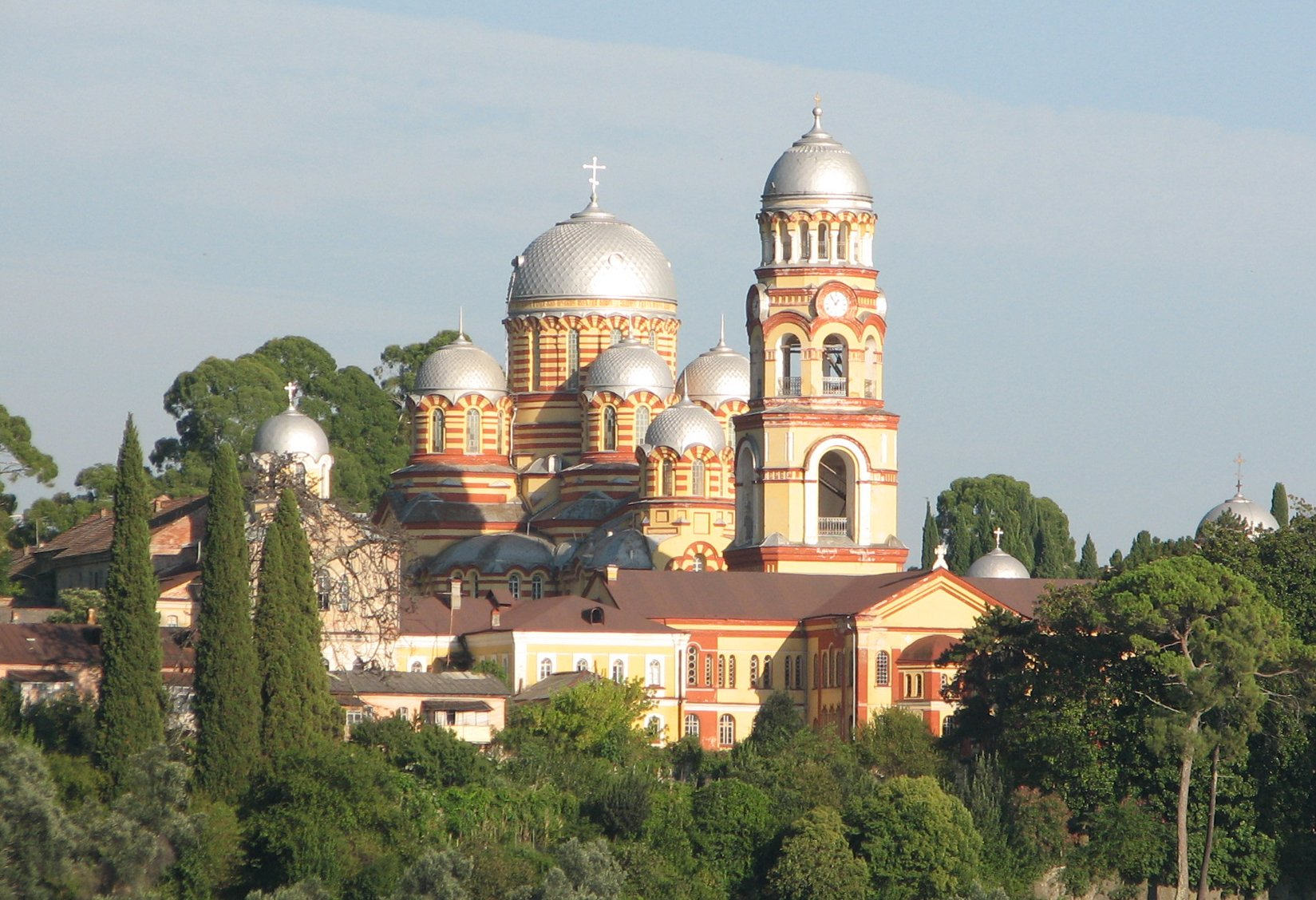
Kloster

1874 kamen russische Mönche aus Athos in Griechenland und errichteten am Hang des Berges, den sie ebenfalls Athos nannten, ein Mönchskloster. Zur Zeit des Russisch-Osmanischen Krieges (1877–1878) mussten sie ihre Arbeiten unterbrechen. Von 1875 bis 1884 entstand der untere Teil des Klosters, bestehend aus der Kirche Mariä Schutz und Fürbitte, einer Pilgerherberge, einer Knabenschule und mehreren Wirtschaftsbauten, darunter einer Weinkelterei. 1884 begann man mit dem Bau des oberen Teils, welcher Anfang des 20. Jahrhunderts vollendet wurde. Die Eröffnung des Klosters, zu der der russische Zar Nikolaus II. anreiste, war die letzte Klostereröffnung der Russisch-Orthodoxen Kirche vor der Oktoberrevolution 1917.
Die Hauptkirche des Klosters, Mariä Schutz und Fürbitte, wurde in einem für russische Klosterbauten sehr untypischen Stil errichtet. Der Bau sollte eine neue Ära in der Architektur russischer Sakralbauten einläuten, was durch die Machtübernahme der Bolschewiki allerdings verhindert wurde.
Höchstes Gebäude des Klosters ist der 50 Meter hohe Glockenturm.

### Stalindatscha
Unweit des Klosters liegt das Sommerhaus des sowjetischen Diktators Josef Stalin. Es wurde in den Jahren 1946 und 1947 an dem Ort errichtet, wo zuvor das Haus des Hegumen, des Klostervorstehers, gestanden hatte. Stalin hatte mehrere Datschen in Abchasien, von denen er am häufigsten die in Achali Atoni besucht haben soll. Unweit des Hauses gab es eine eigens eingerichtete Sowchose, die den Diktator und die sonstige Nomenklatura, die das Haus besuchte, mit Lebensmitteln versorgte. Direkt am Haus gab es einen Mandarinengarten, von dem heute nur noch Reste übriggeblieben sind. Die Datscha dient zurzeit als eine Residenz des abchasischen Präsidenten. Die meiste Zeit des Jahres ist sie jedoch als Museum der Öffentlichkeit zugänglich. Schlafzimmer, Billardraum, Konferenzraum und Empfangszimmer sind teilweise in ihrer originalen Einrichtung erhalten.

### Höhle

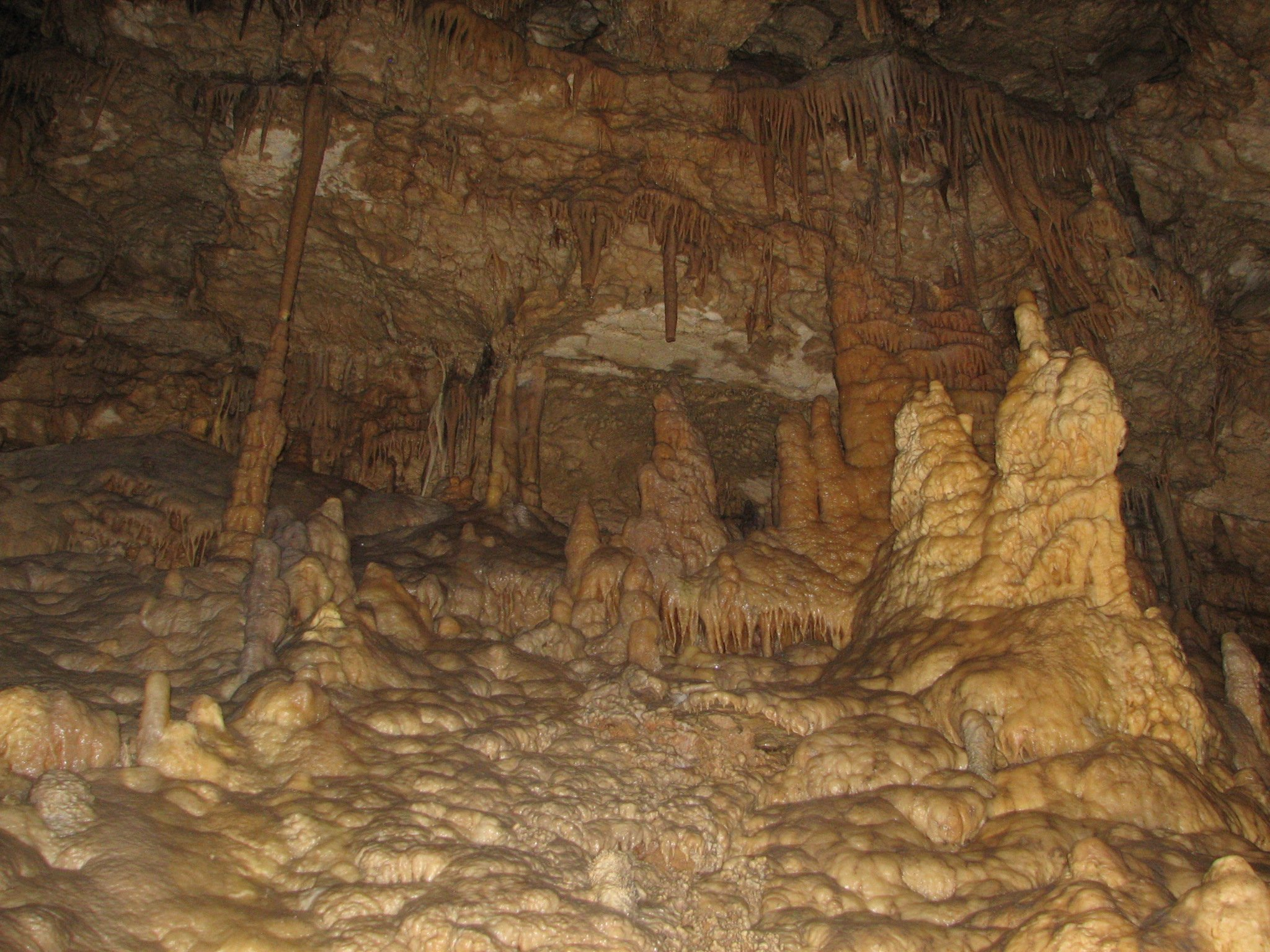
Tropfsteine in der Höhle

1961 wurde die Höhle von Achali Atoni für Touristen geöffnet. 1975 wurde eine unterirdische Bahn errichtet, die die Besucher in die Karsthöhle hineinfährt. Die Höhle gehört zu den größten der Welt. Ihr größter Saal ist der Saal der Speläologen, der 260 m lang, bis zu 75 m breit und bis 50 m hoch ist. Mit einer Höhe von bis zu 70 m ist der Apsar-Saal der höchste der Höhle.

### Wasserfall

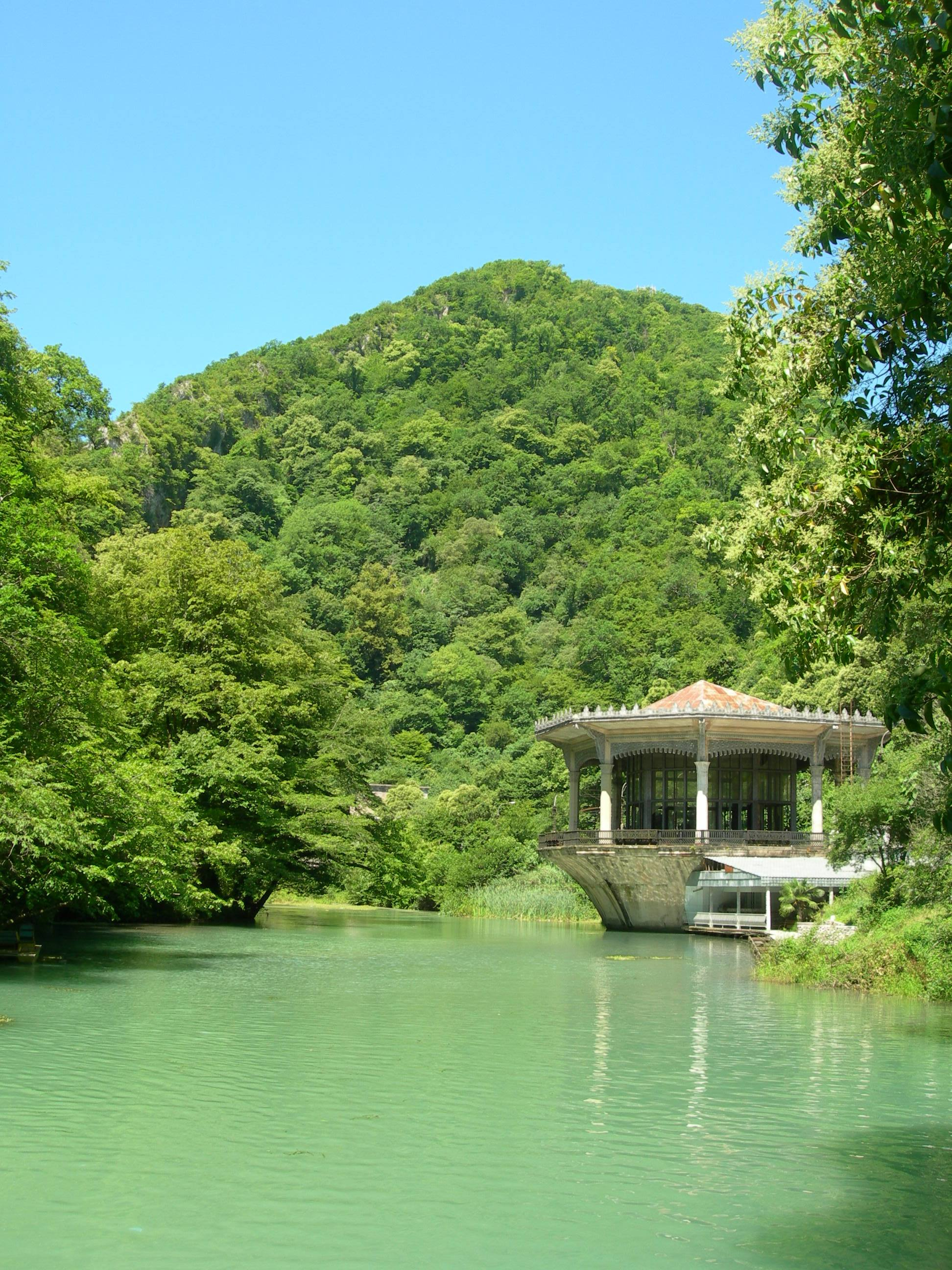
Pavillon der Bahnstation Psyrzcha am gleichnamigen Fluss

In der Nähe der Simon-Kananit-Kirche befindet sich ein Wasserfall, der durch eine künstliche Staumauer entsteht. Die Mauer ist 8,6 m hoch und 21 m lang. Sie wurde Anfang des 20. Jahrhunderts errichtet, um das Wasser des Flusses Psyrzcha aufzustauen und so eine nahegelegene Mühle zu betreiben. Der Wasserfall ist heute ein beliebtes Ausflugsziel.

### Genuesischer Turm
Der genuesische Turm wurde im 11. Jahrhundert zur Verteidigung der Stadt gegen Angriffe vom Meer aus errichtet. Im 19. Jahrhundert bauten die Mönche am Fuße des Turms eine zweistöckige Pilgerherberge, in der 1888 Anton Tschechow und 1922 die Schriftsteller Isaak Babel und Konstantin Paustowski Station gemacht haben.

### Küstenpark
Nahe der Mündung des Flusses Psyrzcha ins Schwarze Meer wurden 1880 sieben Teiche angelegt, der „Küstenpark“ um diese herum entstand 1908. Im Park gibt es mehrere gastronomische Betriebe, darunter auch eine Apazcha (ein traditionelles abchasisches Café) und ein Imbiss, in dem u. a. Adscharische Chatschapuri serviert werden.

### Kriegsmuseum
Am anderen Psyrzcha-Ufer wurde an der Lakoba-Straße, der Hauptstraße, die Teil der Fernverkehrsstraße nach Sochumi ist, ein Ehrenmal bzw. Museum für die Gefallenen des so genannten Abchasischen Unabhängigkeitskrieges errichtet. Die abchasischen Separatisten besiegten damals die Streitkräfte der georgischen Zentralregierung.

## Verkehr
Achali Atoni liegt an der Hauptfernverkehrsstraße Abchasiens, die das Land entlang der Küste durchquert und Teil der georgischen S1 ist. Außerdem liegen zwei Bahnhöfe der Hauptstrecke der Abchasskaja schelesnaja doroga im Stadtgebiet: der Hauptbahnhof Nowy Afon und der Haltepunkt Psyrzcha.

## Städtepartnerschaften
- Sergijew Possad (seit 2007)
- Sarow (seit 2007)
- Rjasan (seit 2008)[2]
- Tratalias (seit 2014)[3]

## Söhne und Töchter der Stadt
- Wiktor Kortschagin (* 1967), russischer Ski-Orientierungsläufer und Mountainbike-Orientierungsfahrer